# الکس ریبیرو
الکساندر «الکس» دیاز ریبِیرو (پرتغالی: Alexandre "Alex" Dias Ribeiro؛ زادهٔ ۷ نوامبر ۱۹۴۸ در بلو هوریزونته) رانندهٔ سابق مسابقات اتومبیل‌رانی فرمول یک اهل برزیل است که از فصل ۱۹۷۶ تا ۱۹۷۷، و دوباره در فصل ۱۹۷۹ در مجموع در بیست گراند پری شرکت کرد، اما موفق به کسب هیچ امتیازی نشد.

## حرفه
ریبیرو پس از فارغ‌التحصیلی کامل از فرمول‌های پایین (او در مسابقات فرمول دو اروپا در سال ۱۹۷۶ پنجم شد)، هزینه رانندگی خود را در تیم فرمول یک مارس برای فصل ۱۹۷۷ پرداخت (حامیان مالی اصلی Caixa Econômica Federal - یک بانک برزیل و Souza Cruz - یک شرکت دخانیات).
با این حال، فصل به یک کابوس تبدیل شد. مالک مارس Max Mosley (رئیس‌جمهور بعدی FIA) چهار راننده استخدام کرد و تیم به راحتی نمی‌توانست همه آنها را تأمین کند. شهرت ریبیرو به عنوان راننده متضرر شد.
در سال ۱۹۷۸، او سعی کرد اعتبار خود را به عنوان یک راننده مسابقه حفظ کند و یک تیم خصوصی F2 را برای ورود به مسابقات فرمول دو اروپا ۱۹۷۸، یک سال تحت سلطه تیم کارخانه مارس، ایجاد کند. ماشین وی با عبارت "Jesus Saves" رنگ آمیزی شده بود. ریبیرو پس از بازنشستگی تیم‌های محبوب برونو جاکوملی و مارک سورر از مسابقه موفق شد به‌طور چشمگیری در دور تورنبرگ رینگ پیروز شود. اما بقیه فصل هیچ ثمری نداشت.
سپس، در سال ۱۹۷۹، تیم همکار برزیلی Fittipaldi دو فرصت برای صعود به اتومبیل دوم، برای مسابقات جایزه بزرگ فرمول یک کانادا و آمریکا ارائه داد. با این حال، تیم تمرکز خود را بر قهرمان سابق F1، Emerson Fittipaldi گذاشته بود و ریبیرو در هر دو مسابقه موفق به صعود نشد.
ریبیرو شاید بیشتر به دلیل اعلام ایمان در قالب شعارهای 'Jesus Saves' بر روی اتومبیل‌های فرمول یک شناخته می‌شود.
وی بعداً در مسابقات F1 که به عنوان راننده اتومبیل پزشکی در آن شرکت کرد، به اجرای روحانیت پرداخت و مسلماً موفق‌ترین راننده در گروه 'Christian In Motorsport' است.
در سال ۱۹۹۴، وی به عنوان کشیش در جام جهانی فیفا در ایالات متحده به تیم ملی فوتبال برزیل پیوست. او مراسم عبادت را برای این تیم برگزار کرد و بعداً کتابی در مورد سفر این تیم به پیروزی نوشت، با عنوان "چه کسی جام جهانی ۹۴ را به دست آورد؟" (¿quién Ganó La Copa Mundial؟).
در گرندپری برزیل ۲۰۰۲، ریبیرو در یک حادثه بالقوه جدی درگیر شد. هنگام گرم شدن صبح روز مسابقه روز یکشنبه، انریکه برنولدی در پیچ ۲ با پیکان‌های خود برخورد کرد. هنگامی که ریبیرو، راننده ماشین پزشکی، برای بررسی برنولدی بیرون رفت، در ماشین را باز کرد. همان موقع که آن را باز کرد، نیک هایدفلد با Sauber خود آمد و در را باز کرد. ریبیرو و هیدفلد هم آسیب ندیدند.
در سال ۱۹۸۱، ریبیرو کتاب زندگینامه ای به نام "Mais Que Vencedor" نوشت (ترجمه چیزی شبیه "بیش از یک برنده")، که در آن مالک مارس را "مکس موسلی" "ماک ماوس" و مهندس مارس "رابین هد" رابین هود نامیده‌است. او یک مغازه موتورسیکلت در برازیلیا داشت که در آن نلسون پیکت و روبرتو مورنو به عنوان مکانیک جوان کار می‌کردند، بنابراین تمایز غیرمعمول این بود که همان فروشگاه ۳ راننده فرمول یک تولید می‌کند.

## رکورد مسابقه

### نتایج کامل مسابقات قهرمانی فرمول دو اروپا
(کلید) (مسابقات با حروف درشت نشان دهنده موقعیت قطب است؛ مسابقات با حروف کج نشان دهنده سریعترین دور است)
| سال  | شرکت کننده        | شاسی      | موتور | 1              | 2             | 3            | 4      | 5       | 6               | 7       | 8            | 9       | 10       | 11        | 12              | 13         | 14      | م ق.    | امتیازات |
| ---- | ----------------- | --------- | ----- | -------------- | ------------- | ------------ | ------ | ------- | --------------- | ------- | ------------ | ------- | -------- | --------- | --------------- | ---------- | ------- | ------- | -------- |
| 1975 | مارچ              | مارچ ۷۵۲  | BMW   | اشتوریل        | THR           | هوکنهایمرینگ | NÜR    | PAU     | هوکنهایمرینگ    | SAL     | ROU          | موجلو   | PER      | سیلورستون | ZOL             | NOG        | VAL Ret | NC      | ۰        |
| 1976 | مارچ              | مارچ ۷۶۲  | BMW   | هوکنهایمرینگ13 | THR 2         | VAL 3        | SAL 5  | PAU 6   | هوکنهایمرینگRet | ROU Ret | موجلو 4      | PER 2   | اشتوریل3 | NOG 5     | هوکنهایمرینگRet |            |         | پنجم    | ۳۱       |
| 1977 | مارچ              | مارچ 772P | BMW   | سیلورستون      | THR 3         | هوکنهایمرینگ | NÜR    |         |                 |         |              |         |          |           |                 | دونینگتون8 |         | چهاردهم | ۴        |
| 1977 | AFMP Euroracing   | مارچ ۷۷۲  |       |                |               |              |        | VAL 14  | PAU             | موجلو   |              |         |          |           |                 |            |         | چهاردهم | ۴        |
| 1977 | Fred Opert Racing | شورون B40 | Hart  |                |               |              |        |         |                 |         | ROU 7        | NOG     | PER      | مارکو DNQ | اشتوریل         |            |         | چهاردهم | ۴        |
| 1978 | Alex Ribeiro      | مارچ ۷۸۲  | Hart  | THR 15         | هوکنهایمرینگ6 | NÜR 1        | PAU 12 | موجلو10 | VAL NC          | ROU 10  | دونینگتونRet | NOG Ret | PER 7    | مارکو 13  | هوکنهایمرینگ    |            |         | هشتم    |          |